# Sliding Hills n.º 273
Sliding Hills n.º 273 es un municipio rural canadiense situado en la provincia de Saskatchewan.

## Superficie
Sliding Hills n.º 273 tiene una superficie de 820,7 km².

## Demografía
En 2021, tenía 438 habitantes, una densidad poblacional de 0,5 hab./km², y 264 viviendas.